# Rachel McAdams
Rachel Anne McAdams (født 17. november 1978) er en Genie Award-nomineret, canadisk skuespiller. Hun fik sit gennembrud i USA i filmene The Notebook og Mean Girls.
Hun har også medvirket i succesfulde film som Wedding Crashers, Red Eye og The Family Stone, alle fra 2005. Samme år holdt McAdams en pause fra skuespil, inden hun gik i gang med optagelserne til Married Life (2008) i 2006. Siden har hun medvirket i film som Guy Ritchies Sherlock Holmes som kvindelig hovedrolle og Morning Glory fra 2010, hvor hun spiller hovedrollen.
McAdams spillede Sacha Pfeiffer, reporter på avisen The Boston Globe, i filmen Spotlight (film), der havde dansk premiere i 2016. Filmen bygger på den sande historie om avisen, der afslørede en gigantisk pædofili-skandale i den katolske kirke. Avisen afslørede at over 1.000 børn var blevet misbrugt seksuelt af kirkens præster - alene i Boston. Misbruget viste sig at have forgreninger i hele verden. Filmen vandt filmverden fornemmeste pris - en Oscar-statuette - i den mest eftertragtede kategori "Bedste Film".

## Opvækst
McAdams blev født i London i Ontario og voksede op i det nærliggende St. Thomas. Hendes far, Lance, er lastvognschauffør og hendes mor, Sandy (Sandra), er sygeplejerske. Hun har en lillesøster, Kayleen, og en lillebror, Daniel. Hun begyndte med konkurrence-kunstskøjteløb i en alder af 4, og begyndte sit skuespil som 13-årig, efter at hun havde deltaget i en teater-sommerlejr (Original Kids) i St.Thomas. Da lejren blev helårs, blev McAdams hos Original Kids. Hun gik først på Myrtle Street Public School og Central Elgin Collegiate Institute i St. Thomas, derefter OAC (Ontario Academic Credit), hvor hun medvirkede i de studerendes vindende film: I Live in a Little Town.
Senere graduerede hun fra York University i Toronto med en kandidateksamen og en bachelor i teater. Mens hun var i gang med sit fjerde år på York University, spillede hun et barn i The Piper – en workshop skabt af Toronto's Necessary Angel Theatre Company. Hun blev også genoptaget på Original Kids Theatre i London, Ontario, hvor hun blev elev hos David Rotenberg.

## Karriere

### 2000'erne
Filmen fra 2001, My Name is Tanino, er McAdams' filmdebut. Dernæst optrådte hun i 2002 i en udgave for teenagere af Perfect Pie , en rolle, der gav hende en Genie Awards-nominering, en canadisk version af Academy Awards. Rollen, som for alvor gjorde hende bemærket, var i komedien The Hot Chick, hvor hun spiller en ondskabsfuld high school elev, som kort tid bytter krop med en småkriminel mand. Om sin første rolle i en amerikansk film, har hun udtalt, at det var en "stor milepæl" i hendes liv. Senere spillede hun en tilbagevendende rolle i den canadiske dramedy tv-serie Slings and Arrows. McAdams' gennembrud kom delvis med Mark Waters' amerikanske teenagekomedie Mean Girls, der var skrevet af Tina Fey og delvis baseret på den autentiske bog Queen Bees and Wannabes. Som 26-årige søgte hun rollen som hovedpersonen Cady, men Lindsay Lohan blev valgt i stedet. McAdams fik rollen som den smukke, populære og ondskabsfulde teenagepige, leder af "Plastik-pigerne", Regina George, som Cady forsøger at sabotere. McAdams kunne ikke se sig i den rolle, før hun havde læst manuskriptet og opdagede, at den var meget sjov. Mean Girls blev et stort hit og indtjente over 600 mio. kr. verdenen over. McAdams blev også rost meget for sin optræden; og IGNs Jeff Otto har udtalt, at hun virkelig gjorde det godt og journalisten Mick LaSalle fra San Francisco Chronicle synes, at hun bragte "den rigtige antydning af komisk distance".
Hun og Ryan Gosling sagde ja til hovedrollerne til filmen om en ungt par i 1940'erne, der forelsker sig i hinanden, trods deres sociale forhold i filmen The Notebook, en filmfortolkning fra 2004 af Nicholas Sparks' bog af samme navn. McAdams så det som et "overvældende" kærlighedseventyr og var fast besluttet på at spille den energiske Allie, "en vild unge" som "suger livet til sig og ikke kan få nok af det." Filmen blev meget overraskende et stort hit, men fik blandede anmeldelser fra kritikerne, der mente at det var en sentimental tåreperser. Filmen gjorde, trods alt, indtryk på dets seere. "Jeg er så taknemmelig for at lave en film, som får folk til at føle sådan," fortalte hun Elle-magasinet i 2011. "Det var helt fantastisk". Disse to roller gjorde, at hun blev nomineret til tolv priser, flest hos de folkevalgte MTV og Teen Choice Awards.
I 2005 medvirkede hun i tre film. Wedding Crashers, hvor hun spillede Owen Wilsons veninde og evige kærlighed - et hit, der indtjente omkring 1,09 mia. kroner. McAdams blev betalt 5,2 mio. kroner for at medvirker i spændingsthrilleren Red Eye som Lisa Reisert, en ung kvinde, som bliver holdt som gidsel om bord på et natfly af kriminelle folk og snigmorder Jackson Rippner (Cillian Murphy). Filmen blev instrueret af Wes Craven, og opnåede en "Friskhed" på 79% på anmelder-hjemmesiden Rotten Tomatoes sammen med Associated Press, hvor forfatter David Germain har udtalt: "McAdams fortsætter med et udvikle sig som en solid hovedrolle-skuespillerinde, og frembringer en stærk og kraftfuld tilstedeværelse, trods det ringe materiale." McAdams var også en del af den stjernespækkede The Family Stone med Diane Keaton, Sarah Jessica Parker, Luke Wilson og Claire Danes. Hun spillede en skolelærer, som håber på at kunne forhindre sin forlovede brors ægteskabsplaner. Den havde premiere i USA i november og formåede at tiltrække et tilfredsstillende stort publikum. McAdams' arbejde førte hende til British Academy of Film and Television Arts for senere at nominerede hende til Best Rising Star.

### 2006-nu
Efter et travlt år i 2005, valgte McAdams at holde pause fra sit arbejde for at koncentrere sig om sig selv og sin familie. "Det var den rigtige ting for mig at gøre på det tidspunkt", har McAdams senere udtalt. Under denne tid, afslog hun roller i film som James Bond-filmen Casino Royale og Mission Impossible III og rollerne som senere gik til Anne Hathaway i filmene The Devil Wears Prada og Get Smart. Efter at have været værtinde for Academy Awards for Technical Achievement i 2006, vendte McAdams senere det år tilbage til skuespillet, da man begyndte indspilningerne til Ira Sachs' film Married Life, der foregår i 1940'erne. Med en premiere i marts 2008, markerede Married Life hendes første optræden på det store lærred i mere end to år, nemlig siden filmen The Family Stone. Både filmen og hendes portrættering af en meget yngre kæreste til en gift mand med planer om at dræbe hans kone, blev kritiseret af Toronto Stars Peter Howell, der sagde, at hende og hendes medskuespillere var som "trædukker". Herefter kom The Lucky Ones, en dramedy, der havde premiere på Toronto International Film Festival i 2008. Lavet med et budget på 73 mio. kroner, indtjente filmen 953.000 kr. i dens åbningsweekend i USA i september og indtjente verdenen over 1,4 mio. kroner. En uge efter udgivelsen blev den trukket tilbage fra biograferne i USA. "[Den er ] billig, ignorant, tone-døv og overlegen," skrev Kyle Smith i sin kommentar i New York Post. McAdams' første film i 2009 var den velmodtagede politiske thriller State of Play sammen med Academy Award-vinderne Ben Affleck, Helen Mirren og Russell Crowe, som hun havde sammenstød med på settet omkring optagelsen af filmen.
New Line Cinemas The Time Traveler's Wife var hendes næste projekt. Fortolket af Audrey Niffeneggers bestseller fra 2003 bog af samme navn, producerede hun filmen sammen med Brad Pitt. Filmen handler om en bibliotekar, der rejser frem og tilbage i tiden. McAdams spiller hans kone, en kunstner ved navn Clare, der hårdt forsøger at bibeholde deres intime ægteskab, selvom han gør, som han gør. The Time Traveler's Wife indtjente over 521 mio. kroner, men fik ikke særlig gode anmeldelser. Sherlock Holmes var hendes sidste projekt det år. Her spillede hun overfor Robert Downey Jr. i den kvindelige birolle som femme fatale Irene Adler i Guy Richies genindspilning af historien om detektiven Sherlock Holmes. McAdams fandt denne rolle meget anderledes fra tidligere roller og hun udførte sine egne stunts i filmen. Den havde biografpremiere juleaftensdag i USA og 1. juledag i Danmark, og modtog mange gode anmeldelser og overtog pladsen som den bedstindtjente film, hun har medvirket i, da den indtjente 2,7 mia. kroner. Kritikerne var dog ikke imponeret over hendes skuespil. Morning Glory (2010) fungerede som støtte til at fastslå McAdams som en rigtig filmstjerne, og handler om en ambitiøs producer, der forsøger at hjælpe et skrantende morgen-tv-program op at stå igen. McAdams brugte Rosalind Russells arbejde i His Girl Friday (1940) som inspirationskilde og for bedre at kunne sætte sig ind i programmet, besøgte hun forskellige morgen-tv-programmer. Filmen var en skuffelse for kritikkerne og indtjente ikke specielt meget. Trods dette udtalte Kenneth Turan fra Los Angeles Times at McAdams' skuespil gjorde det værd at se den.
McAdams' næste rolle var i Woody Allen's Midnight in Paris, som åbnede Cannes Film Festival i 2011. Filmen skulle kun have kørt til 20. maj i USA men indtjente knap 600.000$ på en uge i kun 6 biografer, hvorfor distributøren Sony Pictures Classics lod filmen køre til 10. juni. Hun spiller her den forlovet overfladiske og materialistiske Inez. Da Allen skrev manuskriptet, havde han som rollen Inez, McAdams i tankerne efter han hørte højtrosende ord om hende fra Keaton. Hun har udtalt at arbejdet med Allen var en speciel oplevelse og anderledes fra andre film. Omkring premieren, lovpriste anmelderne Allens film. Derimod modtog McAdams skuespil kun nogle gode anmeldelser med en kritiker, der sagde at hun havde en "sand utaknemmelig" rolle. I stedet for at spille den kvindelige hovedrolle igen, vil McAdams have en gæsteoptræden i Sherlock Holmes efterfølgeren. I det sene 2010, begyndte McAdams optagelserne til filmen The Vow overfor Channing Tatum, hvor de spiller hovedrollerne. Filmen er baseret på den sande historie om Kim og Krickitt Carpenter, der handler om det nygifte par, der forsøger at vende tilbage til livet efter en bilulykke, der sender konen i koma. Da hun vågner med slemt hukommelsestab, forsøger hendes mand at vinde hendes hjerte igen. Den er sat til at have premiere Valetinsdag i 2012. Filmskaberen Terrence Malick har castet skuespillerinden i en unavngiven romantisk drama i 2012, sammen med Javier Bardem, Rachel Weisz og Ben Affleck.

## I medierne
Publikationer som W har det som bladet beskriver som "a good-girl image". Efter hendes gennembrud i 2004, så mange McAdams som en kommende stjerne og blev kaldt den nye "Hollywood it girl" inden for film, en hyldest hun ikke ville acceptere, før den prakket hende på. Hendes stabile og solide indtægter fra film har også gjort at mange forudser, at McAdams bliver en af en de største stjerner i verdenen. Samme indtægter har også gjort at hun, af nogle, anses for at være "den næste Julia Roberts". Om alt den overdreven omtale, har McAdams til Elle: "Der er altid brug for at forvandle alt ind til noget man kender." Efter en tid væk fra spotlyset og år uden en succesfuld film, skrev Entertainment Weekly spekulationer om hvorvidt filmen fra 2009, The Time Traveler's Wife ville være filmen, der ville bringe McAdams tilbage til spottet. 
En forfatter fra Entertainment Weekly har også beskrevet McAdams som den kvindelige udgave af Paul Rudd, en skuespiller, der var elsket af pressen og fans. McAdams var også med i en kvantitativ undersøgelse lavet af E-Poll Research, et selskab, der fortsat forsøger at placere kendte personligheder og varemærker på en samlet liste, alt efter deres værdi, ifølge de tusinde adspurgte. McAdams er her blevet nr. 20 på en liste over de mest vellidte stjerne med en "Like A Lot"-vurdering på 40, hvor de fleste andre stjerners gennemsnit ligger på 19. Hendes beklædning har også ført til at hun er med på magasinets lister over fremtræden. I 2005 og 2006, var McAdams også med på listen over det månedlige mandeblad Maxims årlige Maxim Hot 100, en liste, der opstiller de 100 lækreste kvinder det år. Hun blev henholdsvis nummer 14 og 17 i 2005 og 2006. AskMen, en gratis netportal for mænd, har også placeret McAdams som nr. 35 på dets liste over 99 Most Desirable Women of 2011.

## Privatliv
Når McAdams ikke arbejder, bor hun sammen med sin lillebror i en lille by uden for Toronto. Om sin beslutning, om ikke at flytte til Los Angeles ligesom sine jævnalderende, har hun i juli 2005 udtalt: "Skuespillet er mit job. Ikke mit liv. Mit liv er i Toronto.

Sammen med vennerne Megan Kuhlmann og Didi Bethurum kører McAdams den øko-venlige livsstilshjemmeside GreenIsSexy.org, der blev startet i 2007.
McAdams datede kollegaen Ryan Gosling fra 2004 til februar 2007, efter de mødtes under optagelserne til filmen The Notebook. De var i en kort periode forlovet, brød med hinanden, fandt sammen igen i en kort periode i 2008, før de brød med hinanden igen. I 2009 havde hun en kort romance med Josh Lucas. Siden 2010 har hun været i et forhold med den walisiske skuespiller Michael Sheen.

## Filmografi
| År        | Titel                            | Rolle                           | Bemærkninger                             |
| --------- | -------------------------------- | ------------------------------- | ---------------------------------------- |
| 2001      | My Name is Tanino                | Sally Garfield                  |                                          |
| 2001      | Shotgun Love Dolls               | Beth Swanson                    | Tv-serie (1 episode, "Pilot")            |
| 2001      | The Famous Jett Jackson          | Hannah Grant                    | Tv-serie (1 episode, "Food for Thought") |
| 2002      | Perfect Pie                      | Patsy Grady (som 15-årig)       |                                          |
| 2002      | The Hot Chick                    | Jessica Spencer / Clive Maxtone |                                          |
| 2002      | Guilt by Association             | Danielle Mason                  | Tv-film                                  |
| 2002      | Earth: Final Conflict            | Christine Bickwell              | Tv-serie (1 episode, "Atavus High")      |
| 2003–2005 | Slings and Arrows                | Kate McNeil                     | Tv-serie (7 episoder)                    |
| 2004      | Mean Girls                       | Regina George                   |                                          |
| 2004      | The Notebook                     | Allison "Allie" Hamilton        |                                          |
| 2005      | Wedding Crashers                 | Claire Cleary                   |                                          |
| 2005      | Red Eye                          | Lisa Reisert                    |                                          |
| 2005      | The Family Stone                 | Amy Stone                       |                                          |
| 2008      | Married Life                     | Kay Nesbitt                     |                                          |
| 2008      | The Lucky Ones                   | Colee Dunn                      |                                          |
| 2009      | State of Play                    | Della Frye                      |                                          |
| 2009      | The Time Traveler's Wife         | Clare Abshire                   |                                          |
| 2009      | Sherlock Holmes                  | Irene Adler                     |                                          |
| 2010      | Morning Glory                    | Becky Fuller                    |                                          |
| 2011      | Midnight in Paris                | Inez                            |                                          |
| 2011      | Sherlock Holmes 2: Skyggespillet | Irene Adler                     | Gæsteoptræden                            |
| 2012      | Elsk mig igen                    | Paige Collins                   |                                          |
| 2012      | To the Wonder                    | Jane                            |                                          |
| 2015      | Aloha                            | Tracy Woodside                  |                                          |

## Priser og nomineringer
| År   | Pris                                                | Kategori                                                                        | Film                                 | Resultat  |
| ---- | --------------------------------------------------- | ------------------------------------------------------------------------------- | ------------------------------------ | --------- |
| 2002 | Genie Awards                                        | Best Performance by an Actress in a Supporting Role                             | Perfect Pie                          | Nomineret |
| 2005 | MTV Movie Awards                                    | Best Breakthrough Female Performance                                            | Mean Girls                           | Vandt     |
| 2005 | MTV Movie Awards                                    | Best Female Performance                                                         | The Notebook                         | Nomineret |
| 2005 | MTV Movie Awards                                    | Best Kiss (delte med Ryan Gosling)                                              | The Notebook                         | Vandt     |
| 2005 | MTV Movie Awards                                    | Best On-Screen Team (delte med Lindsay Lohan, Lacey Chabert og Amanda Seyfried) | Mean Girls                           | Vandt     |
| 2005 | MTV Movie Awards                                    | Best Villain                                                                    | Mean Girls                           | Nomineret |
| 2005 | ShoWest Awards                                      | Supporting Actress of the Year                                                  | Mean Girls og The Notebook           | Vandt     |
| 2005 | Teen Choice Awards                                  | Choice Movie Actress – Drama                                                    | The Notebook                         | Vandt     |
| 2005 | Teen Choice Awards                                  | Choice Movie Chemistry (delte med Ryan Gosling)                                 | The Notebook                         | Vandt     |
| 2005 | Teen Choice Awards                                  | Choice Movie Liplock (delte med Ryan Gosling)                                   | The Notebook                         | Vandt     |
| 2005 | Teen Choice Awards                                  | Choice Movie Love Scene (delte med Ryan Gosling)                                | The Notebook                         | Vandt     |
| 2006 | British Academy of Film and Television Arts (BAFTA) | BAFTA Award for Best Rising Star                                                | N/A                                  | Nomineret |
| 2006 | MTV Movie Awards                                    | Best Performance                                                                | Red Eye                              | Nomineret |
| 2006 | Satellite Award                                     | Satellite Award for Best Supporting Actress Comedy or Musical                   | The Family Stone                     | Nomineret |
| 2006 | Saturn Awards                                       | Saturn Award for Best Actress                                                   | Red Eye                              | Nomineret |
| 2006 | Teen Choice Awards                                  | Choice Movie Actress – Comedy                                                   | Wedding Crashers og The Family Stone | Vandt     |
| 2009 | Saturn Awards                                       | Saturn Award for Best Supporting Actress                                        | Sherlock Holmes                      | Nomineret |
| 2009 | ShoWest                                             | Female Star of the Year                                                         | N/A                                  | Vandt     |
| 2009 | Teen Choice Awards                                  | Choice Movie Actress – Action Adventure                                         | Sherlock Holmes                      | Vandt     |